# 瓜亚那矿工
瓜亚那矿工（Mineros de Guayana），委内瑞拉奥尔达斯港的一个足球俱乐部。

## 荣誉
- 委内瑞拉足球甲级联赛

职业时期 (1): 1989
- 委内瑞拉足球乙级联赛

(1):1982年
- 委内瑞拉杯

(2):1984, 2011